# Unbiquadiu
Unbiquadiul, cunoscut și sub numele de element 124 sau eka-uraniu, este elementul chimic ipotetic cu număr atomic 124 și simbolul substituent Ubq. Unbiquadiu și Ubq sunt numele și simbolul sistematic asignate temporar de către IUPAC, fiind utilizate până în momentul descoperirii, confirmării și deciziei asupra unui nume permanent pentru elementul chimic. 
. În tabelul periodic, unbiquadiul este de așteptat să fie un superactinid situat în blocul g și al șaselea element în a 8-a perioadă. Unbiquadiul a atras atenția, datorită situării sale în insula de stabilitate, ceea ce duce la timpi de înjumătățire mai lungi, în special pentru 308 Ubq, despre care se prevede că va avea un număr magic de neutroni (184).
În ciuda numeroaselor încercări, unbiquadiul nu a fost sintetizat și nici nu i s-au descoperit izotopi naturali. Se crede că sinteza acestuia va fi mult mai dificilă decât cea a elementelor mai ușoare nedescoperite, iar instabilitatea nucleară ar putea crea dificultăți adiționale în identificarea lui, cu excepția cazului în care insula de stabilitate are un efect de stabilizare mai puternic decât se prevedea în această regiune.
Ca și membru al seriei superactinice, unbiquadiul este de așteptat să aibă un comportament asemănător cu uraniul . Se așteaptă ca electronii de valență ai unbiquadiului să participe destul de ușor la reacțiile chimice, deși efectele relativiste pot influența în mod semnificativ unele dintre proprietățile sale; de exemplu, configurația electronică a fost calculată pentru a diferi considerabil de cea prezisă de principiul Aufbau.